# 마법의 스타 매지컬 에미
마법의 스타 매지컬 에미는 스튜디오 피에로가 제작한 TV 애니메이션 시리즈이다. 1985년 6월 7일부터 1986년 2월 28일까지 닛폰 TV에서 총 38화로 방영되었다.
대한민국에서는 《요술가족》이라는 제목으로 대영팬더 비디오로 출시되었다.

## 줄거리
마이는 자신의 영웅처럼 멋진 전설인 에밀리 호웰과 같은 마술사가 되기를 원한다. 
어느날 할아버지가 물건을 옮기도록 도와주면서, 마이는 이상한 빛이 이상한 하트 모양의 거울에 들어가서 타포라는 거울 요정으로 변신하는 것을 본다. 

## 등장인물
- 카즈키 마이
- 매지컬 에미
- 토보
- 유우키 쇼